# Campeonato Paulista de Futebol de 1983
O Campeonato Paulista de Futebol de 1983 foi a 43.ª edição do campeonato organizado pela Federação Paulista de Futebol. Teve o Corinthians como campeão paulista e a equipe do São Paulo como vice. 
Foi o bicampeonato da Democracia Corintiana, novamente sobre o São Paulo. 
O artilheiro da competição foi o atacante Serginho Chulapa, do Santos, com 22 gols marcados.

## Regulamento
Na primeira fase, os clubes foram divididos em quatro grupos de cinco. Os vinte clubes jogaram entre si, em jogos de ida e volta. Classificaram-se para a segunda fase os dois primeiros colocados de cada grupo.
Na segunda fase, os clubes classificados foram divididos em dois grupos de quatro, com jogos de ida e volta, somente dentro do grupo. Classificaram-se os dois primeiros colocados de cada grupo para a disputa da fase final.
O último colocado na soma geral de pontos foi rebaixado.